# Chevrolet Corvette Z06 GT3.R
Der Chevrolet Corvette Z06 GT3.R ist ein GT-Rennwagen, der 2023 bei Pratt & Miller für Sportwagenrennen entwickelt wurde.

## Entwicklungsgeschichte und Technik
Der Z06 GT3.R basiert auf dem Aluminiumchassis der Straßenversion Z06. Bei Pratt & Miller wird in das Chassis ein Stahlüberrollkäfig eingefügt und der Innenteil mit einer Sicherheitsstruktur aus Kohlenstofffaser und Kevlar verstärkt. Das restliche Fahrzeug besteht aus Renntechnik wie dem 5,5-Liter-V-Achtzylindermotor. 
Der Z06 GT3.R war als Werks- und Kundenfahrzeug geplant, was eine wartungsfreundliche Bauweise notwendig machte. Rennteams wollen für die sehr teuren GT3-Rennwagen nicht noch zusätzlich kostspielige Einsatzkosten. Laut der Chevrolet-Motorsportleitung kommen ca. 70 % der Motorteile aus den Aggregaten der Serien-Corvette. Dazu zählen unter anderem die Kurbelwelle, Pleuelstangen, Zylinderköpfe, Einspritzdüsen, Spulen, Dichtungen und eine Vielzahl der Sensoren.

## Renngeschichte
Die Werkswagen wurden sowohl in der FIA-Langstrecken-Weltmeisterschaft als auch in der IMSA WeatherTech SportsCar Championship eingesetzt. Dazu kamen Meldungen von Privatteams bei verschiedenen nationalen Meisterschaften. Das Renndebüt gab der Z06 GT3.R beim 24-Stunden-Rennen von Daytona 2024, dem ersten Wertungslauf der IMSA WeatherTech SportsCar Championship 2024. Das bestplatzierte Fahrzeug war der Corvette-Racing-Z06 G3.R des langjährigen Teammitglieds Antonio García und seines Partners Daniel Juncadella sowie Alexander Sims auf dem 30. Gesamtrang. Den einzigen Erfolg in der GTD-Pro-Klasse gab es von Garcia und Sims beim 2:40-Stunden-Rennen von Mosport.
In der FIA-Langstrecken-Weltmeisterschaft 2024 erreichte das TF-Sport-Trio Rui Andrade/Charlie Eastwood/Tom Van Rompuy mit den 16. Gesamträngen in Fuji und Bahrain die besten Saisonergebnisse. Ein Klassensieg gelang nicht.

## Statistik

### Einzelergebnisse in der FIA-Langstrecken-Weltmeisterschaft
| Saison | Team       | Startnummer | Fahrer                                           | 1   | 2   | 3   | 4   | 5   | 6   | 7   | 8   |
| ------ | ---------- | ----------- | ------------------------------------------------ | --- | --- | --- | --- | --- | --- | --- | --- |
| 2024   | TF Sport   | 81          | Rui Andrade Charlie Eastwood Tom Van Rompuy      | KAT | IMO | SPA | LEM | SAO | AUS | FUJ | BAH |
| 2024   | TF Sport   | 81          | Rui Andrade Charlie Eastwood Tom Van Rompuy      | DNF | 24  | DNF | 43  | 26  | DNF | 16  | 16  |
| 2024   | TF Sport   | 82          | Sébastien Baud Daniel Juncadella Hiroshi Koizumi | KAT | IMO | SPA | LEM | SAO | AUS | FUJ | BAH |
| 2024   | TF Sport   | 82          | Sébastien Baud Daniel Juncadella Hiroshi Koizumi | 25  | 25  | 27  | 38  | DNF | 23  | DNF | 17  |
| 2025   | TF Sport   | 33          | Jonny Edgar Daniel Juncadella Ben Keating        | KAT | IMO | SPA | LEM | SAO | AUS | FUJ | BAH |
| 2025   | TF Sport   | 33          | Jonny Edgar Daniel Juncadella Ben Keating        | 18  | 25  | 27  | 39  | 24  |     |     |     |
| 2025   | TF Sport   | 81          | Rui Andrade Charlie Eastwood Tom van Rompuy      | KAT | IMO | SPA | LEM | SAO | AUS | FUJ | BAH |
| 2025   | TF Sport   | 81          | Rui Andrade Charlie Eastwood Tom van Rompuy      | DNF | 24  | 28  | 35  | 19  |     |     |     |
| 2025   | AWa Racing | 13          | Orey Fidani Lars Kern Matthew Bell               | KAT | IMO | SPA | LEM | SAO | AUS | FUJ | BAH |
| 2025   | AWa Racing | 13          | Orey Fidani Lars Kern Matthew Bell               | 42  |     |     |     |     |     |     |     |

### Einzelergebnisse in der IMSA WeatherTech SportsCar Championship
| Saison | Team                                        | Startnummer | Fahrer                                                                          | 1   | 2   | 3   | 4   | 5   | 6   | 7   | 8   | 9   | 10  | 11  |
| ------ | ------------------------------------------- | ----------- | ------------------------------------------------------------------------------- | --- | --- | --- | --- | --- | --- | --- | --- | --- | --- | --- |
| 2024   | Corvette Racing                             | 3           | Antonio García Daniel Juncadella Alexander Sims                                 | DAY | SEB | LGB | LSC | DET | WAT | MOS | ROA | VIR | IND | PLM |
| 2024   | Corvette Racing                             | 3           | Antonio García Daniel Juncadella Alexander Sims                                 | 30  | DNF |     | 16  | 16  | 20  | 12  | 27  | 22  | 20  | 21  |
| 2024   | Corvette Racing                             | 4           | Earl Bamber Nicky Catsburg Tommy Milner                                         | DAY | SEB | LGB | LSC | DET | WAT | MOS | ROA | VIR | IND | PLM |
| 2024   | Corvette Racing                             | 4           | Earl Bamber Nicky Catsburg Tommy Milner                                         | 37  | 44  |     | 13  | 15  | 34  | 13  | 28  | 13  | 42  | 42  |
| 2024   | AWA                                         | 13          | Matthew Bell Orey Fidani Lars Kern Alex Lynn                                    | DAY | SEB | LGB | LSC | DET | WAT | MOS | ROA | VIR | IND | PLM |
| 2024   | AWA                                         | 13          | Matthew Bell Orey Fidani Lars Kern Alex Lynn                                    | DNF | 37  | 14  | 30  |     | 30  | DNF | 31  | 15  | 33  | 38  |
| 2024   | AWA                                         | 17          | Charlie Eastwood Anthony Mantella Thomas Merrill Nicolás Varrone                | DAY | SEB | LGB | LSC | DET | WAT | MOS | ROA | VIR | IND | PLM |
| 2024   | AWA                                         | 17          | Charlie Eastwood Anthony Mantella Thomas Merrill Nicolás Varrone                | DNF | DNF |     |     |     |     |     |     |     |     |     |
| 2025   | Corvette Racing by Pratt Miller Motorsports | 3           | Antonio García Daniel Juncadella Alexander Sims                                 | DAY | SEB | LGB | LSC | DET | WAT | MOS | ROA | VIR | IND | PLM |
| 2025   | Corvette Racing by Pratt Miller Motorsports | 3           | Antonio García Daniel Juncadella Alexander Sims                                 | 17  | 25  |     | 14  | 13  | 20  | 13  | 28  |     |     |     |
| 2025   | Corvette Racing by Pratt Miller Motorsports | 4           | Nicky Catsburg Tommy Milner Nicolás Varrone                                     | DAY | SEB | LGB | LSC | DET | WAT | MOS | ROA | VIR | IND | PLM |
| 2025   | Corvette Racing by Pratt Miller Motorsports | 4           | Nicky Catsburg Tommy Milner Nicolás Varrone                                     | 22  | 35  |     | 19  | 17  | 22  | 11  | DNF |     |     |     |
| 2025   | AWA                                         | 13          | Matthew Bell Orey Fidani Lars Kern Marvin Kirchhöfer                            | DAY | SEB | LGB | LSC | DET | WAT | MOS | ROA | VIR | IND | PLM |
| 2025   | AWA                                         | 13          | Matthew Bell Orey Fidani Lars Kern Marvin Kirchhöfer                            | 25  | 38  |     |     |     | 34  | 28  | 34  |     |     |     |
| 2025   | DXDT Racing                                 | 36          | Pipo Derani Charlie Eastwood Alec Udell Salih Yoluç Tommy Milner Robert Wickens | DAY | SEB | LGB | LSC | DET | WAT | MOS | ROA | VIR | IND | PLM |
| 2025   | DXDT Racing                                 | 36          | Pipo Derani Charlie Eastwood Alec Udell Salih Yoluç Tommy Milner Robert Wickens | DNF | 34  | 26  | 31  |     | DNF | 23  | 35  |     |     |     |
| 2025   | Trackhouse Racing                           | 91          | Ben Keating Scott McLaughlin Shane van Gisbergen Connor Zilisch                 | DAY | SEB | LGB | LSC | DET | WAT | MOS | ROA | VIR | IND | PLM |
| 2025   | Trackhouse Racing                           | 91          | Ben Keating Scott McLaughlin Shane van Gisbergen Connor Zilisch                 | 24  |     |     |     |     |     |     |     |     |     |     |